# レイ・カーツワイル
レイ・カーツワイル（Ray Kurzweil、1948年2月12日 - ）は、アメリカ合衆国の発明家、思想家、未来学者、実業家。学士（コンピュータ科学と文学）。本名はレイモンド・カーツワイル（Raymond Kurzweil）。
2013年時点で人工知能（AI）研究の世界的権威であり、特に技術的特異点（technological singularity、シンギュラリティ）に関する著述で知られる。カーツワイルによれば技術的特異点とは、技術的「成長」が指数関数的に続く中でAIが「人間の知能を大幅に凌駕する」時点であり、これを推進することは「本質的にスピリチュアルな事業」だと言う。
発明家としては、オムニ・フォント式OCRソフト、フラットベッド・スキャナー、文章音声読み上げマシーン（カーツワイル朗読機）、自らスティービー・ワンダーとともに立ち上げたカーツウェル・ミュージック・システムズ社で "Kurzweil" ブランドのシンセサイザー「K250」などを開発している。

## 経歴
ニューヨーク・クイーンズにオーストリアから亡命したユダヤ系移民の子として生まれる。幼少期には期間ごとに様々な宗教の教義を学ぶスクールに入り、宗教多様性を知った。1960年12歳の時、コンピュータに触れ、以後夢中となり、統計分析のプログラムや作曲を行うようになる。高校生の時テレビ番組『I've Got a Secret』に登場し、コンピューターに作曲させた音楽を披露。同発明で、国際科学フェア第一位を受賞、ホワイトハウスでリンドン・ジョンソン大統領からウェスティングハウス・サイエンス・タレント・サーチ賞を受賞する。
マサチューセッツ工科大学（MIT）在学中20歳のとき起業し、諸大学のデータベースを構築して大学選択のプログラムを作った。後に10万ドルで売却。
1970年、MITを卒業して学士号の学位を取得した。専攻分野はコンピュータ科学（計算機科学）と文学。
1974年カーツワイル・コンピューター・プロダクツ社を設立。以後数々の発明を世に送り出す。アメリカの「発明家の殿堂」に加えられた。
1982年、スティーヴィー・ワンダーがロサンゼルスに設立した新しいスタジオに招待された際に、スティーヴィーに「コンピューターを使って本物の生楽器の音を再現することは出来ないだろうか？」と尋ねられたのをきっかけに、同年、スティーヴィーをミュージックアドバイザーに迎えてカーツウェル・ミュージック・システムズを設立し、シンセサイザーの開発に乗り出す。1984年には初の製品であるKurzweil K250を世に送り出す。
1990年、自著『知的機械の時代』（原題　The Age of Intelligent Machines、未邦訳）を公刊し米国出版社協会から「ベスト・コンピュータ・サイエンス・ブック」に選ばれた。このときインターネットの普及、チェスの試合でのコンピューターの勝利を、少しの時間的誤差で予測し、的中させる。
1999年、『スピリチュアル・マシーン：コンピューターに魂が宿るとき』（原題　The Age of Spiritual Machines: When Computers Exceed Human Intelligence）で「収穫加速の法則」をまとまった形で発表し物議を醸す。
2004年、『夢の旅：永遠に生きられるまで長生きせよ』（原題　Fantastic Voyage: Live Long Enough to Live Forever、未邦訳）で、2024年までの20年以内に「不老不死」が実現すると予測した。（2023年時点では、2030年までに不老不死が実現すると予測。）
2005年、『ポスト・ヒューマン誕生：コンピューターが人類の知性を超えるとき』（原題　The Singularity Is Near: When Humans Transcend Biology）で、技術的特異点（シンギュラリティ）についての踏み込んだ記述を展開。「特異点は近い　The Singularity is near」と宣言し、世間一般に技術的特異点という概念が広まるきっかけを作った。
2012年、Googleに入社。2017年現在は「スマートリプライ」と呼ばれるGmailモバイルアプリの機能を担当している。また、知性に関する彼の階層理論を元にしたKonaを使った新しいアプリケーションを開発しているとし、将来のグーグル製品としてリリースすることを目指している。

## 人物
- 30代のころ遺伝型の糖尿病と診断されるも、科学者の立場から医師と共同で徹底した治療を行い、現在では完治したと主張している。
- 万一死亡した場合はアルコー延命財団で人体冷凍保存を行う予定だという。

### 研究
- 未来研究や収穫加速の法則について、「自分の発明が現実になる時期を知りたかった」と語っている。また収穫加速の法則はある日突然思いついたのではなく、様々な技術に触れるうちに徐々に理解を深めていったという。
- その論調から「テクノロジー超楽観主義者」と呼ばれ批判されることもある。
- 自著で「出会う人のほとんどが技術的特異点に関する私の見方を受け入れてくれない」と不満を口にしていた。
- 次世代エネルギーとして太陽光発電を推しており、「パネル１平方メートルあたり数セントまでコストが低下する」と予想している。
- 地球外文明が発見されない理由について「おそらく地球文明が宇宙の最先端を走っているため」としている。しかし「何もないことを発見することも重要である」と語り、SETIの有用性を認めている。
- AIによる大量失業問題について「農業が他の仕事に置き換わったように、新たな種類の仕事が生み出されるのではないか」と語っている。
- 無神論者ではあるが、AIが遠い将来に全知全能に近い存在になることを見越して「神はまだいない。だがいずれ現れる」と語っている。
- 超知能の誕生後直ちに（強化されていない）ホモサピエンスの時代は終了するという説があるが、カーツワイルは十数年のタイムラグがあるだろうという立場をとっている。
- 知能とは「限られた資源（時間など）で問題を解決する力」であると定義している。

### 家族
音楽家で若くして亡くなった父の資料を大量に集積している。DNA情報や生きている人々に残された記憶等とも照らし合わせて、いつの日か父と同じ人格を保有するAIを作成し「再会」することを目指している。このことは彼が研究を行うモチベーションになっている。
カーツワイルには、2人子供がいる。息子、イーサン・カーツワイルはベンチャーキャピタリストで、娘、エイミー・カーツワイルは作家・漫画家である。また、作家のアレン・カーツワイルはいとこである。

## 未来予測
- ヒトゲノム解析プロジェクトでは最初の1%を解析するのに7年かかった。「このままでは終了まで700年かかる」という声が上がる中、カーツワイルは「1%終わったのなら、もうほとんど終わりに近づいている」「この分野の研究は、毎年倍々で結果が伸びていくから、次の年には2%、その次の年には4%、その次の年には8%……つまりあと7年で解析は終わりだ」と見抜いた。

The Singularity Is Near（2005年）より
2018年時点で、カーツワイルの2005年の予想の（全てではないが）かなりの部分が的中している。
- 2010年代
  - コンピュータは小さくなり、ますます日常生活に統合される（スマートウォッチやスマートフォンなど）。
  - 高品質なブロードバンドインターネット接続は、ほとんどどこでも利用できるようになる。
  - バーチャルリアリティの生成。ユーザの網膜上にビームの映像が投影される眼鏡の登場。これらの眼鏡は新しいメディアとなる。例えば、外国語で話される言葉は眼鏡（2018年時点の用語ではスマートグラスと呼ばれる）をかけているユーザーへ字幕のように表示される。
  - 「VRメガネ」の登場。
  - さまざまな日常のタスクでユーザーを助けることができる「バーチャルアシスタント」プログラムを搭載したコンピュータの登場。
  - 携帯電話は、衣類に組み込まれ、ユーザーの耳に直接音を投影することができるようになる。

- 2015年
  - 家庭用ロボットが家を掃除している可能性がある。

- 2018年
  - 10TBのストレージ（人間の脳の記憶容量に相当）が1000ドルで購入できる。

- 2020年代
  - 遺伝学/バイオテクノロジーにおける革命はそのピークに到達する。2020年代の間に、人間は自分の遺伝子を変化させる手段を持つことになるだけではなく、「デザイナーベビー」は自分の皮膚細胞を若々しい他の細胞に形質転換することによって、自分の身体の組織や臓器のすべての若返りが実現可能になる。人々は根本的に平均寿命を延長し、病気や老化から離れて自分の生化学を「再プログラム」することができるようになる。
  - ナノテクノロジーの革命が開始される10年：この10年はまた、ロボット（強いAI）がチューリングテストを通過。教育を受けた人間と同等の知性になる。
  - 1000ドルのパーソナルコンピュータは人間の知性をエミュレートするために必要なハードウェア性能を持っている。
  - サイズが100ナノメートル未満のコンピュータが可能になる。
  - 最初の実用的なナノマシンが、医療目的のために使用される。
  - 人間の脳全体の正確なコンピュータシミュレーション。
  - 血流に入ることができるナノボットは、この10年の終わりまでに（必ずしも広く使用されていないが）存在することになる。
  - この10年の後半では、仮想現実（バーチャルリアリティ）は、本当の現実と区別がつかないほど高品質になる。

- 2025年
  - 一部の軍事無人偵察機や陸上車両は、100%コンピュータ制御される。

- 2030年代
  - 精神転送（マインド・アップローディング）は成功し、人間がソフトウェアベースになる。
  - ナノマシンは、脳内に直接挿入することができ、脳細胞と相互作用することができる。その結果、真のバーチャルリアリティが、外部機器を必要とせずに生成することができる。
  - 記憶用脳ナノボット、または「経験ビーマー」として知られている人間の日常生活のリアルタイム情報脳伝送を使用して、他人の感覚を「リモート体験」できるようになる。
  - 人々の脳内のナノマシンは脳の認知、メモリ・感覚機能を拡張することができる。
  - ナノテクノロジーは人の知性、記憶や人格の基礎を変え、人々は自分の脳内の神経接続を自由に変更できる。
  - バーチャル売春が盛んになり、法規制が行われる。

- 2040年代
  - 人々はマトリックスのように仮想現実で時間の大半を過ごすようになる。
  - 「フォグレット」（人体をとりまくナノマシン群。人間の外見を自由に変化させる）が使用されている。

- 2045年：シンギュラリティ
  - 1000ドルのコンピューターは全ての人間を合わせたより知的である。これはローエンドのコンピュータであっても人間よりはるかに賢いことを意味する。
  - 技術的特異点、人工知能は地球上で最も賢く最も有能な生命体としての人間を上回るように発生する。技術開発は、自ら考え、行動し、通常の人間には何が起こっているのか理解できないほど迅速に相互通信できるマシンによって引き継がれる。マシンは、AI自らの手でそれぞれの新しい世代が迅速に開発される、自己改善サイクルの「暴走反応」に入る。これ以降、技術の進歩は、マシンの制御下におかれ、爆発的であるため、正確に（それゆえ「特異点」という）予測することはできない。
  - 特異点は永遠に人類の歴史の進路を変更する非常に破壊的、世界的な変化を起こすイベントとなる。暴力的なマシンによって人類が絶滅させられる可能性は（ありえなくはないが）、人間と機械の間の明確な区別はもはやサイボーグ化で強化された人間とコンピューターにアップロードされた人間の存在のおかげで存在せず、ほとんどありえない。
  - 「真に生きるに値する時代」の到来。

- 2100年
  - 人々は過去の人間が記憶のバックアップを取らず生きていたことにひどく驚くようになる。
  - 人間の知能は数千億倍まで拡張されている。

その他のソースより
- 2029年
  - AIは人間のできること全てにおいて、いかなる人間よりもはるかに優れたことができるようになる（碁のようにコンピューターは1度取得した人間の技能をとても早く上達させる傾向にあるため）[12]。

## 不老長寿への挑戦
カーツワイルは1940年代生まれ（つまりカーツワイル自身も）が人類が最初に不老不死を手にする世代になると考えており、科学者の立場からなるべく消化器に負担をかけず栄養を摂取しようと1日に200錠ものサプリメントを摂取したり、毎日のように栄養注射を行ったりする等、寿命延長への野心に事欠かない。厳密な栄養と体調の管理により、本人は「糖尿病を克服した上、老化の抑制に成功している」と主張している。
しかし一方で「生身の体を健康に保つのはものすごい苦労を伴う（ので嫌になっている）」とも自著で語り、「1日も早く機械の体に入れる日を夢見ている」と語っている。

## 主な受賞歴
- 1978年 グレース・ホッパー賞
- 1994年 ディクソン賞科学部門
- 1999年 アメリカ国家技術賞

その他、「ナショナル・メダル・オブ・テクノロジー」「レメルソンMIT賞」など数々の賞を受賞。

## 著書
- The Age of Intelligent Machines. (1992-1-30). Penguin Books. ISBN 978-0262610797
- The 10% Solution for a Healthy Life. (1992-12-30). Crown. ISBN 978-0517591062
- Age of Spiritual Machines. (1999). Viking. ISBN 978-0965086134
  - 『スピリチュアル・マシーン コンピューターに魂が宿るとき』田中三彦・田中茂彦 訳、翔泳社、2001年。ISBN 978-4798100227。
- Fantastic Voyage: Live Long Enough to Live Forever. (2004). Plume. ISBN 978-0452286672
- The Singularity Is Near: When Humans Transcend Biology. (2005-1-1). Viking. ASIN B019NDK9RS
  - 『ポスト・ヒューマン誕生 コンピューターが人類の知性を超えるとき』井上健 訳、NHK出版、2007年1月25日。ISBN 978-4140811672。
- The Singularity Is Nearer: When We Merge with AI（2024）
  - 『シンギュラリティはより近く　人類がAIと融合するとき』高橋則明 訳、NHK出版、2024